# كأس بطولة الولايات المتحدة المفتوحة 1997
كأس بطولة الولايات المتحدة المفتوحة 1997 (بالإنجليزية: 1997 U.S. Open Cup)‏ هو الموسم 84 من كأس بطولة الولايات المتحدة المفتوحة. أشرف على تنظيمه اتحاد الولايات المتحدة لكرة القدم، وكان عدد الأندية المشاركة فيه 32، وفاز فيه نادي دالاس.